# Vendays-Montalivet
Vendays-Montalivet is een gemeente in het Franse departement Gironde (regio Nouvelle-Aquitaine). De uitgestrekte gemeente maakt deel uit van het arrondissement Lesparre-Médoc. De gemeente telde 2.820 inwoners op 1 januari 2022. Vendays-Montalivet bestaat uit de kernen Vendays in het binnenland, en de badplaats Montalivet aan de Golf van Biskaje, met daarnaast nog enkele kleine landelijke gehuchtjes. In Montalivet bevindt zich sinds 1950 naast een naaktstrand ook een naturistencamping.

## Geografie
De oppervlakte van Vendays-Montalivet bedroeg op 1 januari 2022 101,46 vierkante kilometer; de bevolkingsdichtheid was toen 27,8 inwoners per km².

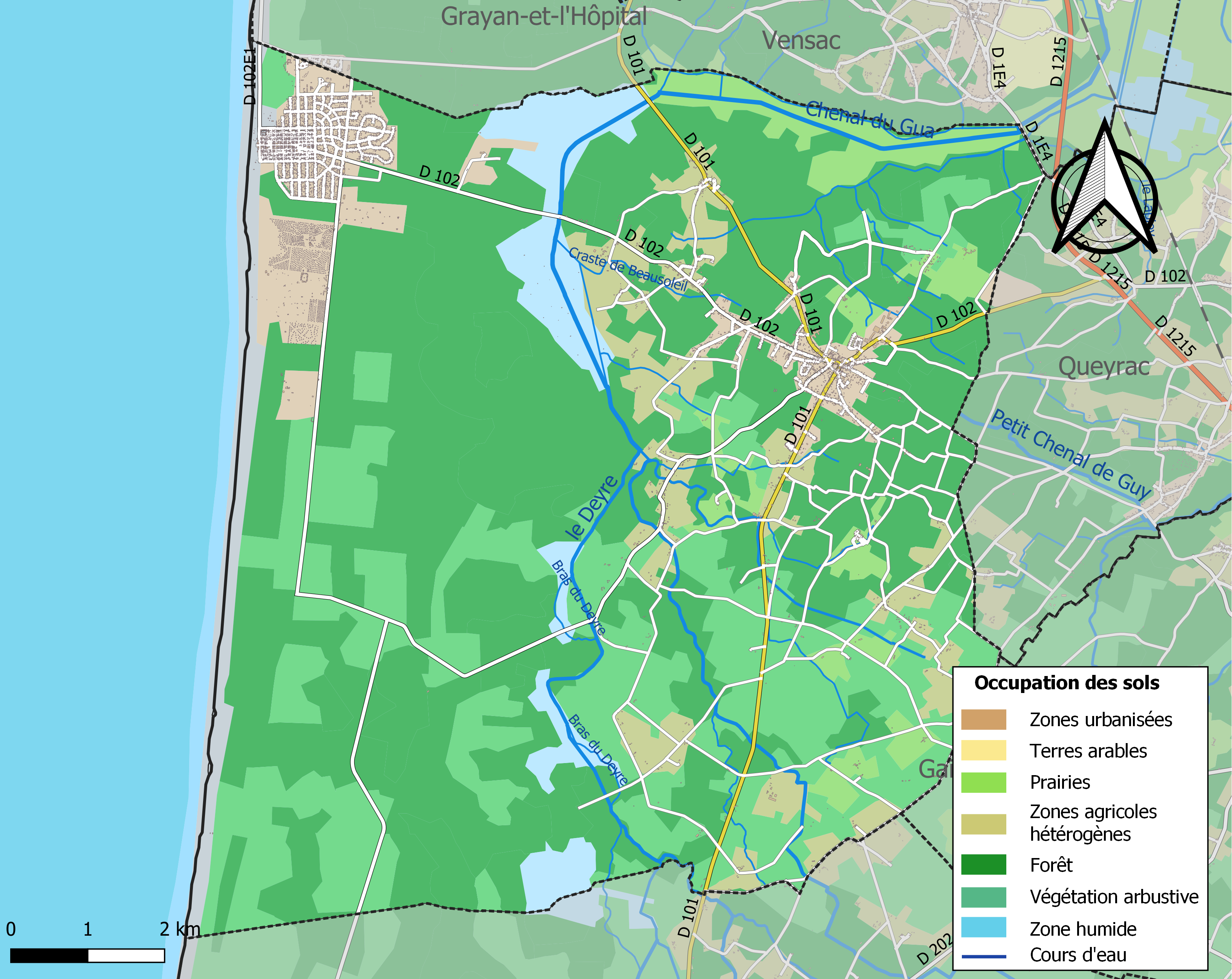
Kaart van de gemeente met belangrijkste infrastructuur, bodemgebruik en omliggende gemeenten

## Demografie
Onderstaande figuur toont het verloop van het inwonertal (bron: INSEE-tellingen).